# NeXT
NeXT, Inc.(넥스트사, 이후 NeXT Computer, Inc. 및 NeXT Software, Inc.)는 레드우드시티에 본사를 둔 미국의 기술 기업으로, 고등교육 및 비즈니스 시장을 위한 컴퓨터 워크스테이션을 전문으로 했고, 나중에는 웹 소프트웨어를 개발했다. 이 회사는 1985년 애플의 공동 설립자였으나 그 해 애플에서 강제로 해고된 스티브 잡스 CEO에 의해 설립되었다. NeXT는 1988년 넥스트 컴퓨터를 선보였고, 1990년에는 넥스트큐브와 더 작은 넥스트스테이션을 출시했다. 이 시리즈는 총 약 5만 대만 출하되어 상대적으로 판매량이 제한적이었다. 그럼에도 불구하고, 객체 지향 프로그래밍과 그래픽 사용자 인터페이스는 컴퓨터 혁신의 매우 영향력 있는 트렌드세터였다.
NeXT는 썬 마이크로시스템즈와 협력하여 프로그래밍 환경인 오픈스텝을 만들었는데, 이는 NeXTSTEP 운영체제의 애플리케이션 계층을 분리하여 타사 운영체제에서도 실행될 수 있도록 했다. 1993년, NeXT는 하드웨어 산업에서 철수하여 여러 다른 컴퓨터 공급업체를 위한 자체 OpenStep 구현인 OPENSTEP for Mach 마케팅에 집중했다. NeXT는 최초의 기업 웹 프레임워크 중 하나인 WebObjects를 개발했으며, 1995년 기준 US$50,000 (equivalent to $85,000 in 2022)의 높은 가격으로 시장 매력이 제한되었지만, 정적 콘텐츠가 아닌 동적 웹페이지의 초기 두드러진 예시이다.
애플은 1997년에 150만 주 애플 주식을 포함하여 4억 2천 7백만 달러 규모의 계약의 일환으로 NeXT와 합병했다. 이 계약으로 당시 NeXT의 회장이자 CEO였던 스티브 잡스는 애플의 자문 역할을 맡게 되었고, OPENSTEP for Mach는 맥 OS의 역사와 결합하여 랩소디와 Mac OS X를 탄생시켰다.
최초의 웹 브라우저와 비디오 게임인 둠 및 퀘이크를 포함하여 많은 성공적인 애플리케이션들이 NeXT에서 파생되었다.

## 역사

### 배경
1985년, 애플의 공동 창업자이자 CEO인 스티브 잡스는 매킨토시와 리사 컴퓨터 개발을 담당했던 슈퍼마이크로라는 부서 캠페인을 이끌었다. 잡스는 직접 몇몇 유명 대학을 방문하여 제품을 홍보했고, 할인된 학술 마케팅 프로그램인 애플 유니버시티 컨소시엄(Apple University Consortium) 덕분에 이 제품들은 대학 캠퍼스에서 상업적으로 성공을 거두었다.:56,67,72 이 컨소시엄은 1984년 2월까지 컴퓨터 판매로 5천만 달러 이상을 벌었다.
잡스는 실리콘 밸리에서 프랑수아 미테랑 프랑스 대통령을 기리는 오찬에서 화학 분야 노벨상 수상자인 폴 버그를 만났다.:72 버그는 습식 실험실을 통한 재조합 DNA 연구에 드는 시간과 비용에 불만을 품고, 잡스에게 자신의 영향력을 이용하여 고등교육을 위해 설계된 "3M 컴퓨터"(3M computer)를 만들 것을 제안했다.
잡스는 버그의 워크스테이션 개념에 흥미를 느꼈고, 애플 내부의 혼란이 가중되던 1985년 말 고등교육용 컴퓨터 회사를 시작하는 것을 고려했다. 잡스의 부서는 업그레이드된 매킨토시 컴퓨터 버전과 매킨토시 오피스 소프트웨어 대부분을 출시하지 못했다. 그 결과, 판매가 급감했고,:193 애플은 재고 처리로 수백만 달러를 손실할 수밖에 없었다.:227 1985년, 존 스컬리는 잡스를 애플 경영진에서 축출하고 장 루이 가세로 교체했다.:291 같은 해 말, 잡스는 회사 경영권을 되찾기 위한 권력 투쟁을 시작했다. 이사회는 스컬리의 편을 들었고, 잡스는 애플을 대표하여 서유럽과 소련으로 출장을 떠났다.

### 초기 NeXT 팀

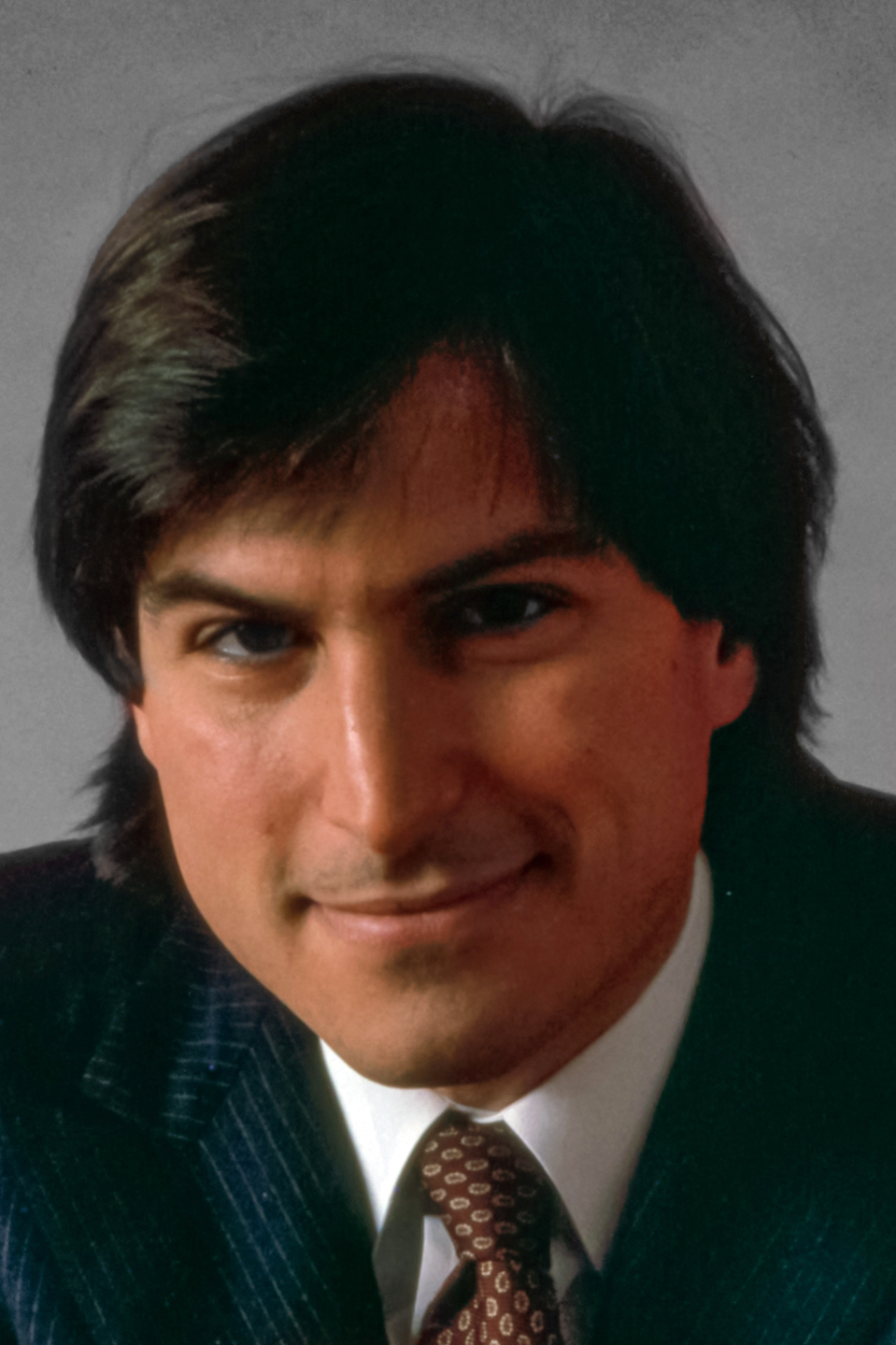
1984년 사진의 스티브 잡스는 1985년에 NeXT를 설립했다.

1985년 9월, 몇 달간의 좌천 끝에 잡스는 애플에서 사임했다. 그는 이사회에 새 컴퓨터 회사를 설립하기 위해 떠날 것이며, 슈퍼마이크로 부서의 애플 직원 몇 명을 데려갈 것이라고 말했다. 그러나 그는 또한 자신의 새 회사가 애플과 경쟁하지 않을 것이며, 심지어 매킨토시 브랜드로 그들의 디자인을 라이선스하는 것도 고려할 수 있다고 약속했다.
몇몇 전 애플 직원들이 잡스를 따라 NeXT로 이직했는데, 그중에는 조안나 호프만, 버드 트리블, 조지 크로우, 리치 페이지, 수전 바네스 (컴퓨팅), 수전 케어, 그리고 댄 르윈이 있었다. 폴 버그와의 후속 회의를 포함하여 전국 주요 교육 구매자들과의 상담 후, 워크스테이션의 잠정 사양이 작성되었다. 이 워크스테이션은 습식 실험실 시뮬레이션을 실행할 수 있을 만큼 강력하고 기숙사 방에서 사용할 수 있을 만큼 저렴하게 설계되었다. 그러나 사양 작성이 완료되기도 전에, 애플은 1985년 9월 23일 NeXT를 상대로 공동 창업자들의 내부자 정보를 이용하려는 "사악한 계획"으로 고소했다.:75:44 잡스는 "4,300명 이상의 직원을 가진 20억 달러 규모의 회사가 청바지를 입은 6명의 사람들과 경쟁할 수 없다는 것은 생각하기 어렵다"고 주장했다.:207 이 소송은 결국 재판 전에 기각되었다.:75
1986년, 잡스는 그래픽 디자이너 폴 랜드를 영입하여 $100,000 (equivalent to $236,000 in 2022)에 브랜드 아이덴티티를 만들었다. 잡스는 회상했다. "나는 그에게 몇 가지 옵션을 만들어 달라고 부탁했는데, 그는 '아니요, 제가 당신의 문제를 해결해 드릴 테니 돈을 지불하세요. 그 해결책을 사용할 필요는 없습니다. 다른 옵션을 원하면 다른 사람들과 이야기하세요.'라고 말했다."'" 랜드는 로고에 사용된 정확한 각도 (28°)와 새로운 회사 이름인 NeXT를 포함하여 브랜드를 자세히 설명하는 20페이지짜리 브로슈어를 만들었다.

### 1987–1993: NeXT Computer

#### 1세대
나는 스탠포드의 어떤 아이가 기숙사 방에서 암을 치료할 수 있기를 바란다.— 스티브 잡스, 넥스트 컴퓨터의 목적에 대해

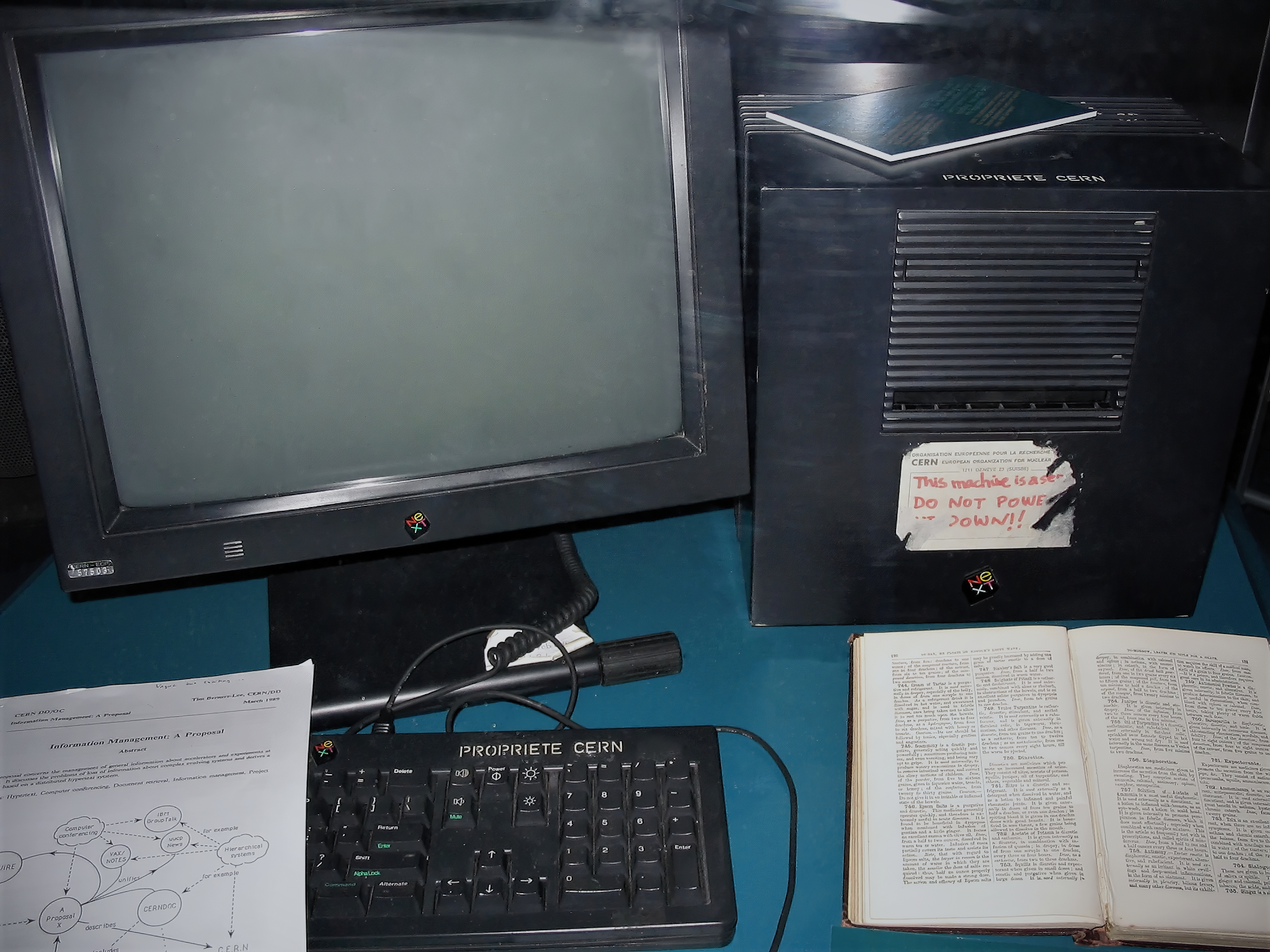
이 넥스트 컴퓨터는 컴퓨터 과학자 팀 버너스리가 CERN에서 세계 최초의 웹 서버와 웹 브라우저/편집기를 만들기 위해 사용했다.

1986년 중반, NeXT는 단순히 워크스테이션만을 개발하는 것이 아니라 하드웨어와 소프트웨어를 모두 개발하는 것으로 사업 계획을 변경했다. 이전에 애플의 리사 팀을 이끌었던 NeXT의 공동 창업자 리치 페이지는 하드웨어 개발 팀을 이끌었고, Mach 커널 엔지니어 에이비 티베이니언은 NeXT의 운영체제인 NeXTSTEP 개발을 이끌었다. NeXT의 첫 공장은 1987년 프리몬트 (캘리포니아주)에 설립되었으며, 연간 약 15만 대의 기계를 제조할 수 있었다.:72 NeXT의 첫 워크스테이션은 넥스트 컴퓨터로, 독특한 마그네슘 one-피트 (30 cm) 정육면체 케이스 때문에 "더 큐브"라는 별명을 얻었다. 이 케이스는 하르트무트 에슬링거와 그의 팀인 Frog Design이 디자인했다.
1987년, 로스 페로는 NeXT의 첫 주요 외부 투자자가 되었다. 그는 1986년 PBS 다큐멘터리 Entrepreneurs에서 NeXT에 대한 부분을 본 후 NeXT 주식의 16%를 위해 2천만 달러를 투자했다. 1988년, 그는 회사 이사회에 합류했다.
NeXT와 어도비는 1987년에 출시된 2차원 컴퓨터 그래픽스 엔진인 디스플레이 포스트스크립트 (DPS)를 공동 개발했다. NeXT 엔지니어들은 NeXTSTEP을 최대한 활용하기 위해 대체 윈도 시스템 엔진 버전을 작성했다. NeXT 엔지니어들은 사용자 공간 윈도 라이브러리 (컴퓨팅)의 제목 표시줄과 스크롤러와 같은 화면 그래픽에 DPS를 사용했다.
원래 설계 팀은 1987년 초에 컴퓨터를 완성하고 그 해 중반까지 $3,000 (equivalent to $6,800 in 2022)에 출시할 것으로 예상했다. 1988년 10월 12일, 넥스트 컴퓨터는 캘리포니아주 샌프란시스코에서 열린 비공개 갈라 행사 "NeXT Introduction"에서 공개되었을 때 기립 박수를 받았다. 다음 날, 선정된 교육자들과 소프트웨어 엔지니어들이 샌프란시스코 힐튼에서 열린 "The NeXT Day" 행사에서 넥스트 컴퓨터의 첫 공개 기술 개요에 참석하도록 초청받았다. 이 행사는 NeXT 소프트웨어에 관심 있는 개발자들에게 그들의 소프트웨어 구조, 객체 지향 프로그래밍, 그리고 넥스트 컴퓨터에 대한 통찰력을 제공했다. 점심 식사 연사는 스티브 잡스였다.
최초의 NeXT 컴퓨터는 1989년에 시험 출시되었고, 그 후 NeXT는 NeXTSTEP 0.9 베타가 사전 설치된 제한된 수량을 대학에 판매했다. 처음에는 미국 고등교육 기관만을 대상으로 했으며, 기본 가격은 $6,500 (equivalent to $14,000 in 2022)이었다. 이 컴퓨터는 잡지에서 주로 하드웨어 부분에 대해 광범위하게 평가되었다. 컴퓨터 출시가 몇 달 지연된 것에 대해 화가 났느냐는 질문에 잡스는 "늦었다고? 이 컴퓨터는 5년 앞서간다!"라고 답했다.
NeXT 컴퓨터는 25 MHz 모토로라 68030 중앙 처리 장치(CPU)를 탑재했다. 원래 모토로라 88000 RISC 칩이 고려되었지만, 충분한 수량을 확보할 수 없었다. 이 컴퓨터는 8~64 MB의 랜덤 액세스 메모리(RAM), 256 MB 자기-광학(MO) 드라이브, 40 MB (스왑 전용), 330 MB, 또는 660 MB 하드 디스크 드라이브, 10BASE2 이더넷, NuBus, 그리고 1120×832 화소의 17인치 MegaPixel 회색조 디스플레이를 갖추었다. 1989년에는 일반적인 새 PC, 매킨토시, 또는 아미가 컴퓨터에는 몇 메가바이트의 RAM, 640×480 16색 또는 320x240 4,096색 디스플레이, 10~20메가바이트 하드 드라이브, 그리고 거의 없는 컴퓨터 망 기능이 포함되어 있었다. 이 컴퓨터는 메인보드에 범용 DSP 칩(Motorola 56001)이 장착되어 출시된 최초의 컴퓨터이다. 이는 Music Kit 소프트웨어를 포함한 정교한 음악 및 사운드 처리를 지원한다.
캐논에서 제조한 자기-광학 (MO) 드라이브가 주요 대용량 스토리지 장치이다. 이 드라이브 기술은 시장에서 비교적 새로운 것이었으며, NeXT는 이를 사용한 최초의 컴퓨터이다. MO 드라이브는 하드 드라이브보다 저렴했지만 훨씬 느렸으며, 평균 탐색 시간은 96ms였다. 잡스는 캐논의 MO 빈 디스크 초기 가격인 150달러를 협상하여 소매가 50달러에 판매할 수 있도록 했다. 이 드라이브의 설계는 각 NeXT 컴퓨터에 MO 드라이브가 하나만 있고 시스템을 종료하지 않고는 디스크를 제거할 수 없었기 때문에 네트워크 없이 컴퓨터 간에 파일을 이동하는 것이 불가능했다. 드라이브의 제한된 속도와 용량은 NeXTSTEP의 주요 매체로는 불충분했다.
1989년, NeXT는 전 컴팩 리셀러인 Businessland와 계약을 맺고 국제 시장에서 NeXT 컴퓨터를 판매하기 시작했다. 소매업체를 통한 판매는 학생과 교육 기관에만 직접 판매하던 NeXT의 원래 사업 모델에서 큰 변화였다. Businessland 설립자 데이비드 노먼은 NeXT 컴퓨터의 판매가 12개월 후 컴팩 컴퓨터의 판매를 넘어설 것이라고 예측했다.
그 해, 캐논은 NeXT에 $100 백만 달러를 투자하여 16.67%의 지분을 확보했다. 이로써 NeXT의 가치는 거의 6억 달러에 달했다. 이는 자체 워크스테이션에 NeXTSTEP을 설치하는 조건으로, NeXTSTEP의 시장을 크게 확장했다. NeXT가 하드웨어 사업에서 철수하자 캐논은 인텔에서 NeXTSTEP을 실행하도록 특별히 설계된 object.station—31, 41, 50, 52 모델을 포함한 PC 라인을 생산했다. 캐논은 일본에서 NeXT의 유통업체였다.
NeXT 컴퓨터는 1990년 $9,999 (equivalent to $20,000 in 2022)에 출시되었다. 1991년 6월, 페로는 자신의 회사인 플레이노 기반의 소프트웨어 시스템 통합업체 Perot Systems에 집중하기 위해 이사회에서 사임했다.

#### 2세대

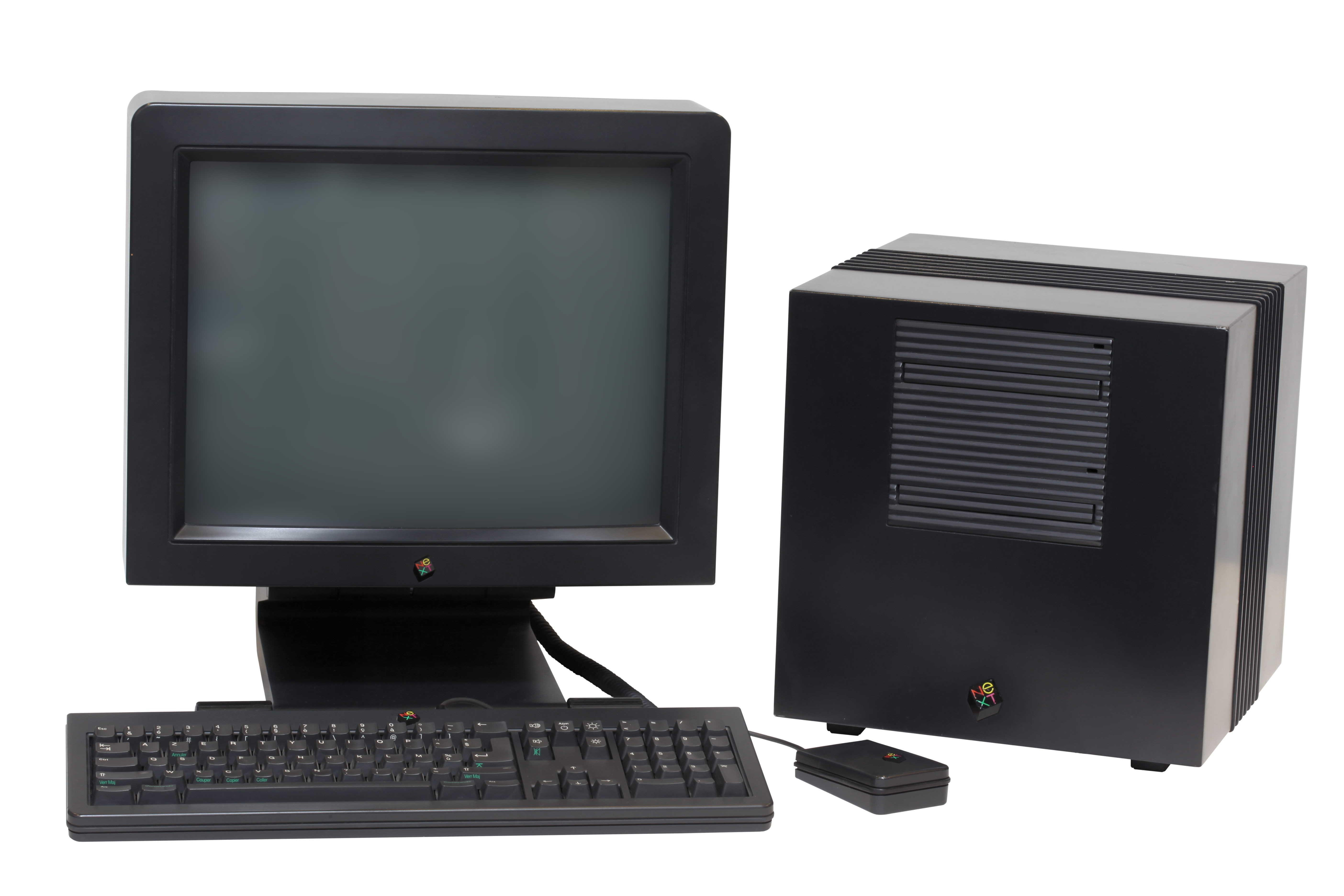
넥스트큐브에는 NeXT 모니터가 있다.

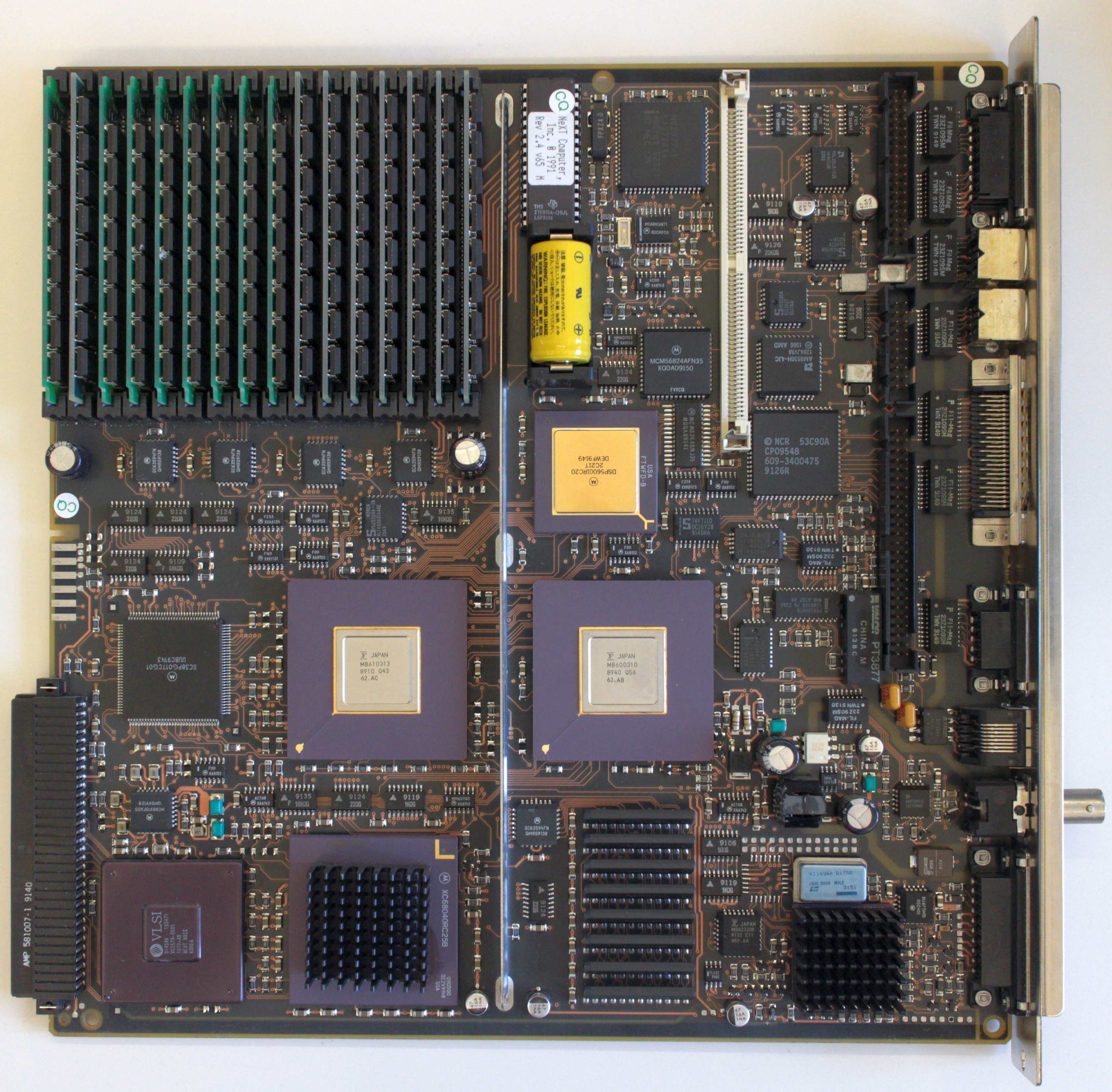
넥스트큐브(1990)의 메인보드는 하단에 모토로라 68040을 가지고 있다. 오른쪽에는 인터페이스가 있고, 왼쪽에는 시스템 버스가 있다. 이미지의 확대된 보기에는 대부분의 구성 요소에 대한 주석이 있다.

1990년, NeXT는 2세대 워크스테이션인 넥스트큐브라고 불리는 개선된 NeXT 컴퓨터와 넥스트스테이션을 출시했다. 넥스트스테이션의 별명은 낮은 높이의 상자 형태 때문에 "더 슬랩(the slab)"이었다. 잡스는 NeXT 직원들이 넥스트스테이션을 "피자 박스"라고 부르지 않도록 했다. 경쟁사 썬 워크스테이션이 이미 그 별명을 가지고 있었기 때문이다.
이 기계들은 처음에는 2.88 MB 플로피 드라이브를 사용할 계획이었지만, 플로피 디스크는 비쌌고 1.44 MB 플로피를 대체하는 데 실패했다. 대신 NeXT는 CD-ROM 드라이브를 사용했고, 이는 결국 기억 장치의 산업 표준이 되었다. 컬러 그래픽은 넥스트스테이션 컬러와 넥스트큐브용 NeXTdimension 비디오 카드 하드웨어에서 사용할 수 있었다. 새로운 모토로라 68040 프로세서를 탑재한 새로운 컴퓨터들은 이전 모델보다 저렴하고 빨랐다.
1992년, NeXT는 33 MHz 68040 프로세서와 128 MB로 늘어난 최대 RAM 용량을 갖춘 NeXTcube 및 NeXTstation의 "터보" 변형을 출시했다. 1992년, NeXT는 20,000대의 컴퓨터를 판매했으며, 주문이 밀린 업그레이드된 메인보드도 시스템 판매에 포함시켰다. 이는 경쟁사에 비해 적은 수였지만, 회사는 그 해 1억 4천만 달러의 판매를 보고했으며, 이는 캐논이 회사를 유지하기 위해 3천만 달러를 추가로 투자하도록 장려했다.
잡스는 Next가 현재까지 Nextstep 총 5만 부를 판매했다고 말한다. 이는 설치된 기반이 많지 않기 때문에, 그는 1993년에 Nextstep 패키지 5만 개를 출하할 것이라고 예측한다. 그러나 Next는 객체 지향 소프트웨어 사업에서 마이크로소프트와 탈리전트를 막을 충분한 추진력을 얻기 위해 볼륨을 세 배로 늘려야 한다.— UnixWorld, April 1993

총 5만 대의 NeXT 기계가 판매되었으며, 버지니아주 챈틀리에 위치한 당시 초특급 기밀 기관인 국가정찰국에 수천 대가 판매되었다. NeXT의 장기 계획은 RISC (Reduced Instruction Set Computing) 아키텍처 중 하나인 NeXT RISC 워크스테이션 (NRW)으로 마이그레이션하는 것이었다. 처음에는 NRW가 모토로라 88110 프로세서 기반으로 계획되었지만, AIM 얼라이언스의 파워PC 전환을 앞두고 모토로라의 88000 시리즈 아키텍처에 대한 신뢰 부족으로 인해 나중에는 듀얼 PowerPC 601 기반으로 재설계되었다.

### 1993–1996: NeXT Software, Inc.
1991년 말, NeXT는 미래에 하드웨어 산업에서 철수할 것을 대비하여, NeXTSTEP 운영체제를 인텔 80486 기반 IBM PC 호환기종 컴퓨터로 이식하기 시작했다. 1992년 1월, NeXTWorld Expo에서 시연되었다. 1993년 중반까지 이 과정이 완료되었고, 버전 3.1 (NeXTSTEP 486)이 출시되었다.
NeXTSTEP 3.x는 나중에 PA-RISC 기반 및 SPARC 기반 플랫폼으로 포팅되어, 총 네 가지 버전으로 제공되었다: NeXTSTEP/NeXT (NeXT 자체 하드웨어용), NeXTSTEP/Intel, NeXTSTEP/PA-RISC, 그리고 NeXTSTEP/SPARC. 후자의 세 가지 포트는 널리 사용되지는 않았지만, NeXTSTEP은 정교한 프로그래밍 모델 덕분에 퍼스트 시카고 NBD, Swiss Bank Corporation, O'Connor and Company와 같은 기관에서 인기를 얻었다. 이 소프트웨어는 미국 해군 연구소, 미국 국가안보국, 고등 연구 계획국, 중앙정보국, 국가정찰국을 포함한 많은 미국 정부 기관에서 사용되었다. 일부 IBM PC 클론 공급업체는 인텔 기반으로 NeXTSTEP을 실행하도록 맞춤형 하드웨어 솔루션을 제공했는데, 예를 들어 Elonex NextStation과 캐논 object.station 41이 있다.
1993년, NeXT는 하드웨어 산업에서 철수했으며, 회사 이름을 NeXT Software, Inc.로 변경했다. 그 결과 530명의 직원 중 230명이 해고되었다. NeXT는 Fremont 공장을 포함한 하드웨어 사업을 캐논에 매각하기 위해 협상했지만, 캐논은 나중에 계약을 취소했다. PowerPC 기계 개발은 모든 하드웨어 생산과 함께 중단되었다. 썬 CEO 스콧 맥닐리는 1993년에 1천만 달러를 투자하고 미래 썬 시스템에 NeXT 소프트웨어를 사용할 계획을 발표했다. NeXT는 썬과 협력하여 타사 운영체제를 위해 분리된 NeXTSTEP의 애플리케이션 계층인 OpenStep이라는 프로그래밍 환경을 만들었다. 1994년, 마이크로소프트와 NeXT는 OpenStep을 윈도우 NT로 포팅하는 작업을 협력했지만, 이는 출시되지 않았다.
1994년 1월, 워싱턴 D.C.에서 개발자 컨퍼런스가 열렸다. 1994년 NeXT 동부 개발자 컨퍼런스 참가자들은 NEXTSTEP 3.2를 포함한 소프트웨어 번들을 구매할 기회를 가졌다.
Stepstone은 원래 Productivity Products International (PPI)이라는 이름으로 1983년 브래드 콕스와 톰 러브가 설립한 소프트웨어 회사로, 오브젝티브-C 프로그래밍 언어의 원본 버전을 출시한 것으로 가장 잘 알려져 있다. 1995년 4월, NeXT는 Stepstone으로부터 오브젝티브-C 상표권과 권리를 인수했다. Stepstone은 동시에 NeXT로부터 오브젝티브-C 기반 제품을 계속 판매할 권리를 다시 라이선스 받았다. 애플은 나중에 NeXT와 함께 오브젝티브-C 권리를 인수했다.
하드웨어 사업을 철수한 후, NeXT는 다른 운영체제에 집중했다. 윈도우 NT용 OpenStep Enterprise를 포함한 새로운 OpenStep 제품들이 출시되었다. NeXT는 대규모 동적 웹 애플리케이션 구축을 위한 플랫폼인 WebObjects를 출시했다. 초기 $50,000 (equivalent to $84,900 in 2022)의 높은 가격 때문에 널리 인기를 얻지는 못했지만, 회사에 이익을 창출했다. WebObjects는 정적 웹 콘텐츠 대신 사용자 상호작용을 기반으로 동적 페이지 생성을 가능하게 한 웹 애플리케이션 서버의 최초이자 가장 두드러진 초기 사례이다. WebObjects는 델, 디즈니, 도이체 방크, 영국방송공사, 포드, 닛산, 그리고 나중에는 애플의 아이튠즈 스토어와 온라인 애플 스토어에서 사용되었다.

### 1997–2006: 애플에 의한 인수
우리는 스티브 잡스 특유의 팔로알토 산책 중 하나를 갔고, ... 애플 경영진 팀에서 회의에 참석했던 사람을 우연히 만났는데, 그가 '당신들은 쉽게 이겼고, 문제없어. 걱정할 필요 없어.'라고 말했습니다.— 에이비 티베이니언, 애플에 NeXT 대 Be를 제시하며

1996년 12월 20일, 애플은 NeXT 인수의도를 발표했다. 애플은 현금, 주식, 스톡옵션, 부채를 포함하여 4억 2천 7백만 달러를 지불했다.(p. 277) 스티브 잡스는 현금만 받기를 원했지만, 질 아멜리오는 거래의 신뢰성을 위해 그가 150만 주 애플 주식을 받도록 주장했다. 인수 주 목적은 노후화된 맥 OS의 역사를 대체할 기반으로 NeXTSTEP을 사용하는 것이었다. 스티브 잡스도 컨설턴트로 애플에 복귀했다.
거래는 1997년 2월 7일에 마무리되었다. 2000년에 잡스는 CEO 직을 영구적으로 맡았고, 2011년 8월 24일 사임하기 전까지, 그리고 2011년 10월 5일 사망하기 직전까지 이 직책을 유지했다.
잡스가 회사의 이사회를 재편하면서 여러 NeXT 경영진이 애플 경영진을 대체했다. 애플은 OPENSTEP 운영체제를 매킨토시의 파워PC 아키텍처로 포팅하기 시작했다. 새 운영체제의 첫 번째 출시는 코드네임 랩소디였으며, OPENSTEP에서 파생된 API는 "Yellow Box"로 명명되었다. 하위 호환성을 위해 애플은 랩소디에 "Blue Box" 서브시스템을 추가하여 기존 MacOS 애플리케이션을 자체 포함된 협동형 멀티태스킹 환경에서 실행하도록 했다. 동시에 인텔 포트와 윈도우용 OpenStep Enterprise 툴킷이 개발되었다.
랩소디의 서버 버전은 1999년에 맥 OS X 서버 1.0으로 출시되었고, 첫 소비자 버전인 맥 OS X 10.0은 2001년에 출시되었다. 옐로 박스 API는 코코아로 이름이 바뀌었고, 블루 박스는 클래식 환경으로 이름이 바뀌어 별도의 창 없이 전체 화면으로 애플리케이션을 실행하도록 변경되었다. 애플은 기존 MacOS 애플리케이션을 블루 박스의 제약 없이 기본적으로 실행하는 카본이라는 업데이트된 매킨토시 툴박스 버전을 포함했다. NeXTSTEP의 인터페이스 기능 중 일부는 맥 OS X에 사용되었는데, 여기에는 Dock, 서비스 메뉴, 파인더의 "칼럼" 보기, 그리고 코코아 텍스트 시스템이 포함된다.
NeXTSTEP의 프로세서 독립적 기능은 맥 OS X에서도 유지되어 결국 파워PC, X86, 그리고 ARM 아키텍처 버전으로 이어졌다. 2006년 이전에는 파워PC 버전만 공개적으로 사용 가능했고 2009년에는 단종되었으며, ARM 버전은 2020년에 출시되었다. 애플은 2006년 8월까지 맥 컴퓨터를 인텔 프로세서로 전환했으며, 2022년 9월 현재 ARM 프로세서로 전환했다.

## 기업 문화 및 공동체

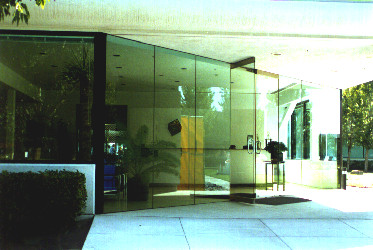
1995년 레드우드시티에 있는 NeXT 사무실 입구

잡스는 시설, 급여, 복지 면에서 NeXT만의 독특한 기업 문화를 창조했다. 잡스는 애플에서 일부 구조적 변화를 시도했지만, NeXT에서는 기존의 기업 구조를 버리고 직원 대신 "구성원"이 있는 "공동체"를 만들었다. 1990년대 초까지 NeXT에는 단 두 가지 급여 체계만 있었다. 1986년 이전에 합류한 팀원들은 $75,000 (equivalent to $177,000 in 2022)를 받았고, 그 이후에 합류한 팀원들은 $50,000 (equivalent to $118,000 in 2022)를 받았다. 이로 인해 관리자가 직원보다 적은 급여를 받는 몇몇 어색한 상황이 발생하기도 했다. 나중에 직원들은 6개월마다 성과 평가와 인상을 받았다. 투명성을 높이기 위해 모든 직원은 급여 명세서에 대한 완전한 접근 권한을 가졌지만, 실제로 이 특권을 사용한 직원은 거의 없었다. NeXT의 건강보험 계획은 결혼한 부부뿐만 아니라 미혼 및 동성 커플에게도 혜택을 제공했지만, 후자의 특권은 보험 합병증으로 인해 나중에 철회되었다.:80 급여 지급 일정 또한 당시 다른 실리콘 밸리 회사들과는 매우 달랐는데, 직원들이 월급 기간 말에 두 번 급여를 받는 대신 한 달에 한 번 선불로 급여를 받았다.:289
잡스는 팰로앨토의 3475 Deer Creek Road에 사무실 공간을 찾았다. 이곳은 건축가 I. M. 페이가 디자인한 계단이 특징인 유리와 콘크리트 건물이었다. 1층은 나무 바닥으로 되어 있었고, 워크스테이션이 조립될 큰 작업 테이블이 있었다. 재고 오류를 피하기 위해 NeXT는 적시 (JIT) 재고 전략을 사용했다. 회사는 메인보드 및 케이스와 같은 모든 주요 구성 요소를 외주 제작하고, 완성된 구성 요소를 조립을 위해 1층으로 운송했다. 2층은 개방형 사무실 공간이었다. 유일하게 밀폐된 방은 잡스의 사무실과 몇 개의 회의실이었다.:323
NeXT의 확장은 레드우드시티의 800과 900 Chesapeake Drive에 사무실을 임대하게 만들었고, 이 역시 페이가 설계했다. 건축의 중심은 눈에 보이는 지지대가 없는 "떠다니는" 계단이었다. 개방형 평면도는 유지되었으며, 5,000달러짜리 의자, 10,000달러짜리 소파, 앤설 애덤스의 판화와 같은 고급스러운 가구들이 비치되었다.:80
NeXT의 팔로알토 사무실은 이후 1994년 홈쇼핑 네트워크의 자회사인 Internet Shopping Network가 사용했고, 나중에는 SAP AG가 사용했다. 레드우드시티 사무실은 이후 ApniCure와 OncoMed Pharmaceuticals Inc.가 사용했다.
NeXTWORLD 잡지의 첫 호는 1991년에 발행되었다. 마이클 마일리가 편집했고, 나중에 댄 루비가 편집했으며, Integrated Media에 의해 샌프란시스코에서 출판되었다. 이는 NeXT 컴퓨터와 소프트웨어를 다룬 유일한 주류 정기 간행물이었다. 이 간행물은 불과 4권 만에 1994년에 중단되었다. 개발자 컨퍼런스인 NeXTWORLD Expo는 1991년과 1992년 샌프란시스코 시빅 센터에서, 1993년과 1994년 샌프란시스코 모스콘 센터에서 잡스가 기조 연설자로 참석한 가운데 개최되었다.

## 유산
비록 큰 수익을 내지는 못했지만, 이 회사는 컴퓨터 산업에 광범위한 영향을 미쳤다. 1988년 넥스트큐브와 NeXTSTEP 출시 이후 객체 지향 프로그래밍과 그래픽 사용자 인터페이스가 더욱 보편화되었다. 기술적으로 성공적인 플랫폼은 다른 회사들이 NeXT의 객체 지향 시스템의 성공을 모방하기 시작하면서 종종 트렌드세터로 여겨졌다.
NeXT에 대한 대응으로 널리 인식된 마이크로소프트는 1991년에 카이로 프로젝트를 발표했다. 카이로 사양에는 제안된 윈도우 NT 소비자 버전을 위한 유사한 객체 지향 사용자 인터페이스 기능이 포함되었다. 카이로는 궁극적으로 포기되었지만, 일부 요소는 다른 프로젝트에 통합되었다.
1993년까지 언론에서는 Taligent가 제품 출시도 없이 객체와 운영체제 분야에서 경쟁자로 여겨졌고, NeXT가 주요 비교 대상이었다. 처음 몇 년 동안 Taligent의 이론적 혁신은 종종 NeXT의 오래되었지만 성숙하고 상업적으로 확립된 플랫폼과 비교되었다. 그러나 1995년 Taligent의 출시는 특히 NeXT와 비교했을 때 "너무 적고 너무 늦었다"는 평가를 받았다.
몇몇 개발자들은 NeXT 플랫폼을 사용하여 선구적인 프로그램을 작성했다. 예를 들어, 1990년 컴퓨터 과학자 팀 버너스리는 NeXT 컴퓨터를 사용하여 최초의 웹 브라우저와 웹 서버를 개발했다. 비디오 게임 시리즈인 둠과 퀘이크는 이드 소프트웨어가 NeXT 컴퓨터를 사용하여 개발했다. 다른 상업 프로그램들도 NeXT 컴퓨터용으로 출시되었는데, 여기에는 페이지 레이아웃 기능이 있는 벡터 드로잉 프로그램인 Altsys Virtuoso가 포함되어 있었고, 이는 Aldus FreeHand v4로 맥 OS와 윈도우에 포팅되었으며, 로터스 임프로브 스프레드시트 프로그램도 있었다.